# Pließten
Pließten (auch Pliesen, Pließen oder  Pliesten) ist ein Fachbegriff bei der Herstellung von Schneidwaren, wie Messern und Scheren und hat seinen Ursprung in Solingen. Es beschreibt den Vorgang von besonders feinem Schleifen einer Klinge mit besonderen Mitteln.

## Vorgang
Die Formgebung einer Klinge geschieht üblicherweise durch gröbere Schleifsteine durch den „Schlieper“. Für eine homogene und riefenfreie Oberfläche wird durch den „Pließter“ die auf einem Stück Holz, dem „Ortspoon“, fixierte Klinge mit der „Pließtscheibe“ fein überschliffen. Dies geschieht auf einer Hartholzscheibe, die mit gerautem Leder bezogen ist. Das Leder ist mit einem Gemisch aus Knochenleim (Glutinleim) und Schleifmittel bestrichen. Das Pließten kann mehrere Stufen vom „Grobpließten“ zum „Feinpließten“ bis hin zum „Blaupließten“ umfassen. Die Korngröße des Schleifmittels wird hierbei stetig verringert.

## Schleifmittel
Traditionelles Schleifmittel ist das Schmirgel (Korund) von der Insel Naxos in Griechenland. Auch andere Schleifmittel wie zum Beispiel Siliziumkarbid und Aluminiumoxid kommen zum Einsatz. Die genaue Rezeptur des „Schiewelimm“ ist oft Betriebsgeheimnis.

## Wirkung
Die durch das Pließten erreichte sehr homogene Oberfläche ist grundsätzlich ein wesentliches, für den Nutzer erkennbares Merkmal qualitativ hochwertiger Verarbeitung. Dies ist ein Unterscheidungsmerkmal zu einfacheren Messern, deren Oberfläche meistens durch sichtbare Schleifspuren unschön grob und matt erscheint. Neben der schöneren Erscheinung bietet eine gepließtete Klinge zusätzlich viel weniger Angriffspunkte für Säuren und andere Substanzen, die die Klinge angreifen können (Korrosionsschutz). Besondere Fähigkeiten werden vom Pliester beim „Blaupließten“ verlangt: Der sehr feine und makellose Schliff lässt reflektiertes Licht bläulich schimmern.